# Kaolinowo (gmina)
Kaolinowo (bułg. Община Каолиново)  − gmina w północno-wschodniej Bułgarii, w obwodzie Szumen.

## Miejscowości
Miejscowości wchodzące w skład gminy Kaolinowo:
- Braniczewo (bułg.: Браничево),
- Dojranci (bułg.: Дойранци),
- Dolina (bułg.: Долина),
- Gusła (bułg.: Гусла),
- Kaolinowo (bułg.: Каолиново) − siedziba gminy,
- Kliment (bułg.: Климент),
- Lisi wrych (bułg.: Лиси връх),
- Latno (bułg.: Лятно),
- Naum (bułg.: Наум),
- Omarczewo (bułg.: Омарчево),
- Pristoe (bułg.: Пристое),
- Sini wir (bułg.: Сини вир),
- Sredkowec (bułg.: Средковец),
- Todor Ikonomowo (bułg.: Тодор Икономово),
- Tykacz (bułg.: Тъкач),
- Zagoricze (bułg.: Загориче).